# Maria Lindenberg (St. Peter)

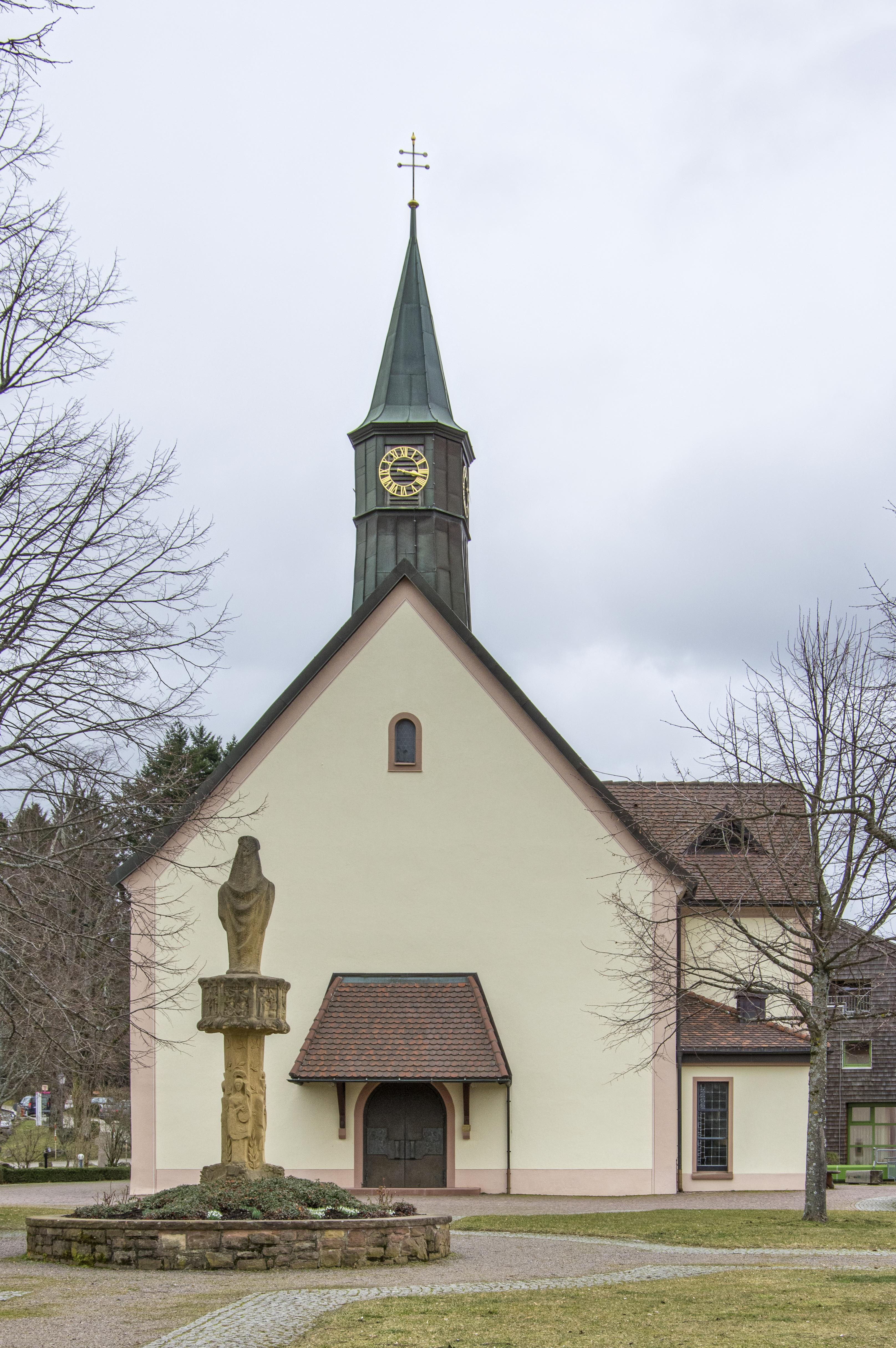
Die Wallfahrtskirche

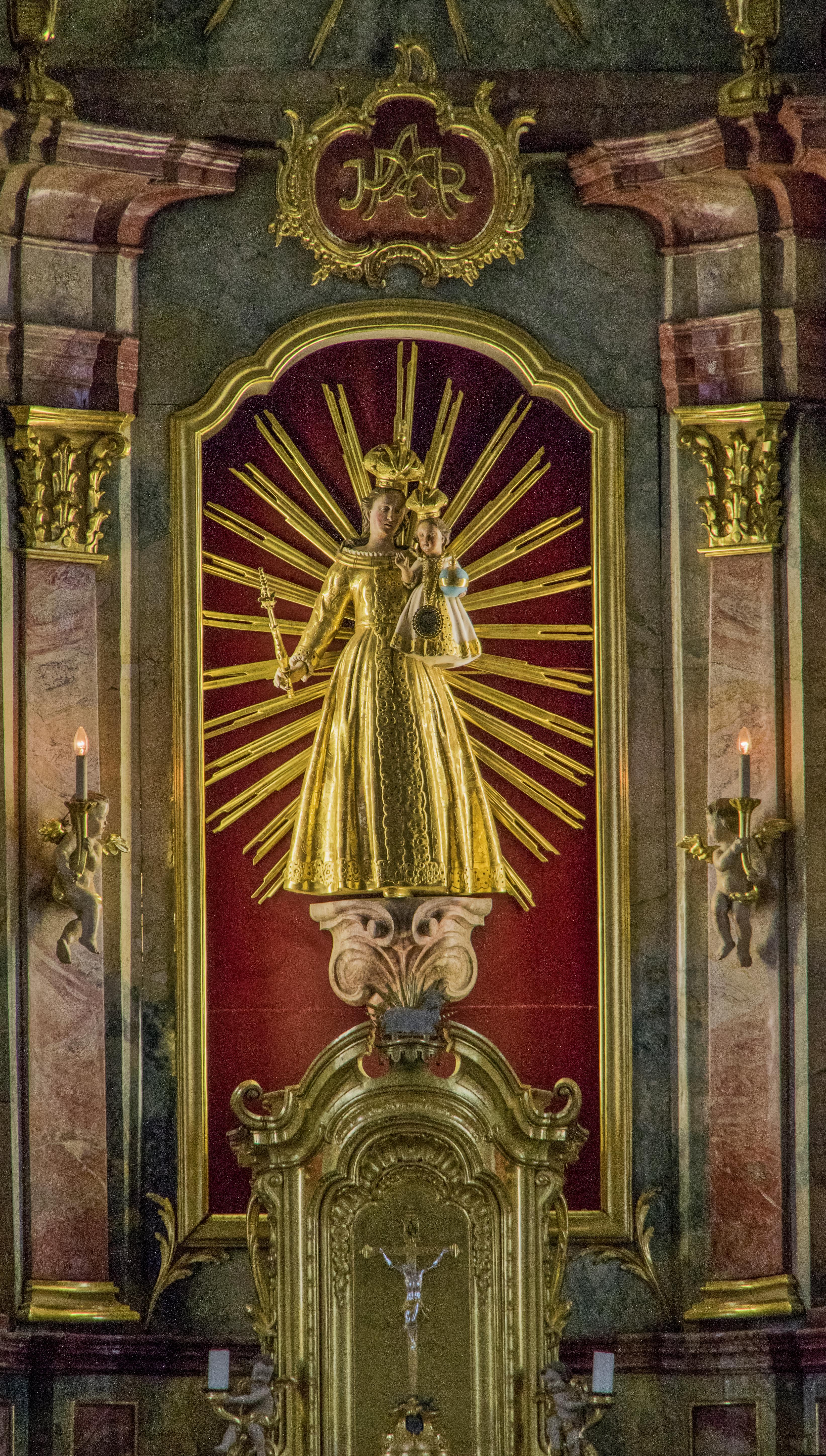
Gnadenbild in der Kirche

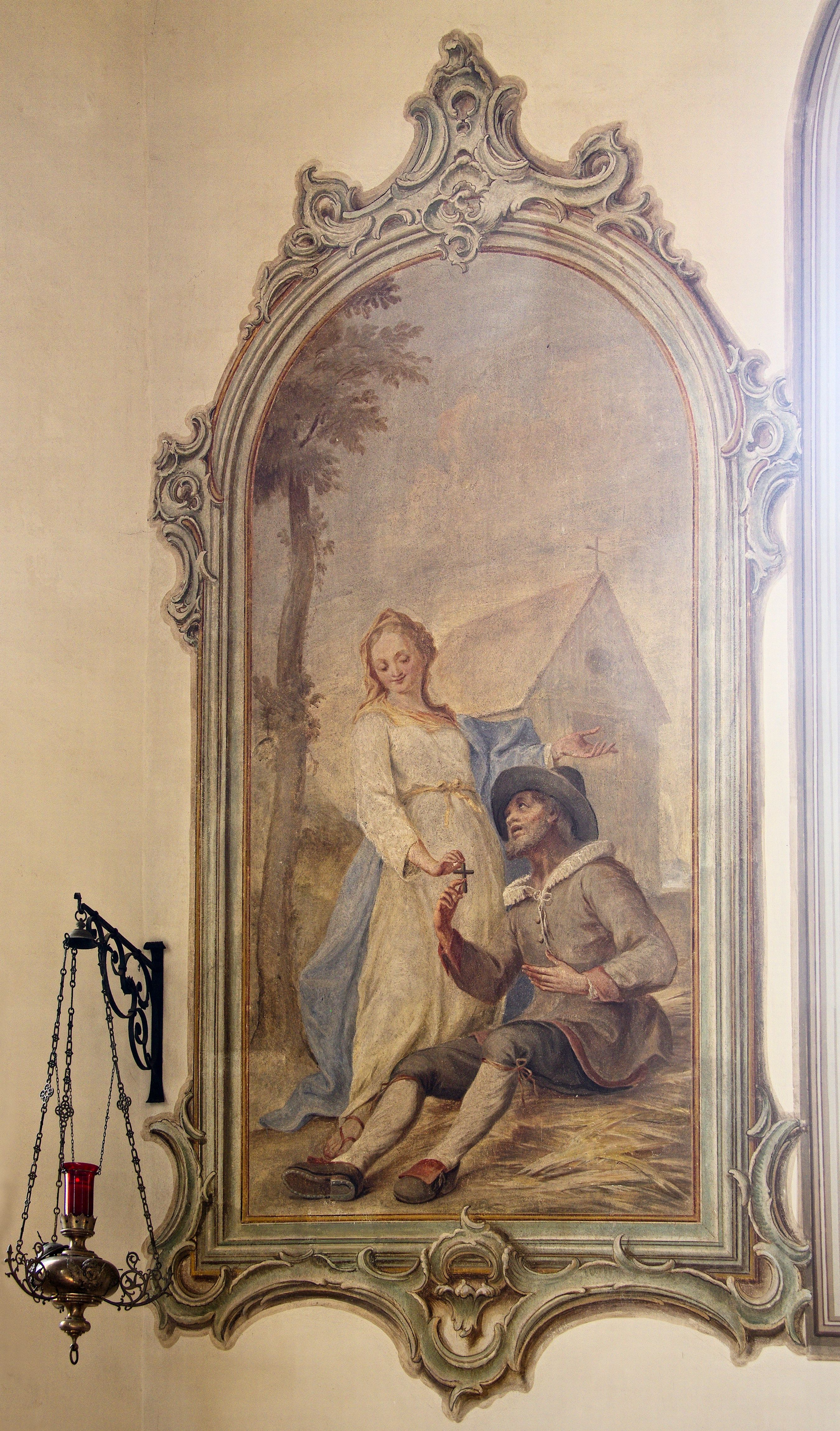
„Maria erscheint Hans Zähringer auf dem Lindenberg“ in St. Jakobus in Stegen Eschbach

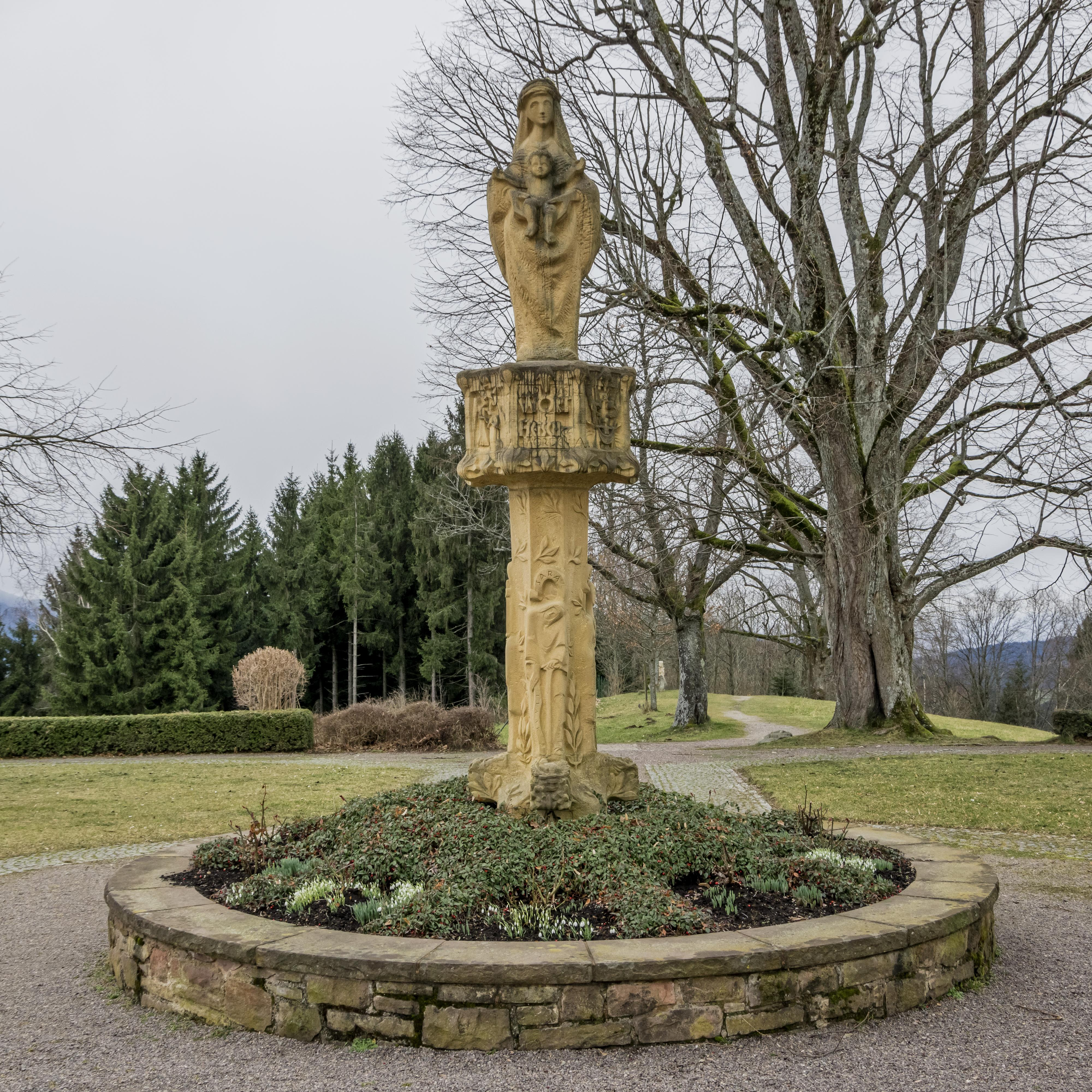
Die Mariensäule

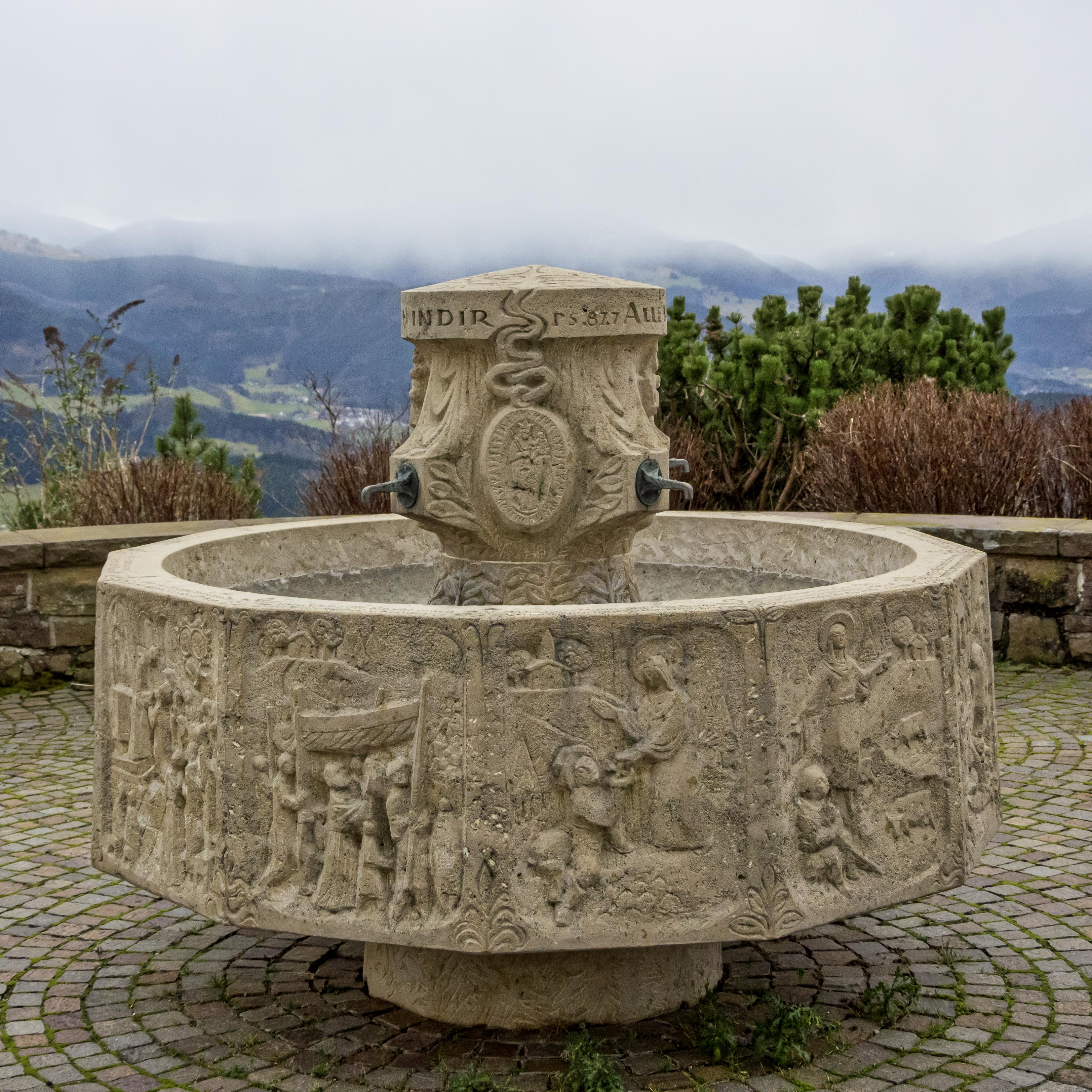
Der Brunnen bei der Kirche

Maria Lindenberg▼ ist eine Wallfahrtskirche und ein Exerzitienhaus auf 720 m ü. NHN am Südwesthang des Lindenbergs (813,7 m) bei St. Peter im Hochschwarzwald auf dem Gebiet der Gemeinde Buchenbach. Die Wallfahrt existiert seit 1497, das Patrozinium ist Mariä Himmelfahrt (15. August). Eine Besonderheit in dieser Kirche ist die Eucharistische Anbetung, die von 1858 bis 1869 durchgeführt wurde und wieder seit 1955 ganzjährig Tag und Nacht von Männern für Frieden und Erneuerung der Kirche gebetet wird.

## Geschichte
Das Bildstöckchen in der Kerzenkapelle weist auf den Ursprung der Wallfahrt hin – eine Gebetserhörung in schwerer Not. Beim Bauern Pantaleon Mayer aus dem Ibental grassierte eine Viehseuche, die nicht endete. Er sah diese als Strafe für seine Sünden an. In einem Traum hörte er eine Stimme, die ihn aufforderte, der Jungfrau Maria eine Bildsäule zu stiften. Er versprach dies und schnell war die Seuche vorbei. Er gab die Bildsäule in Auftrag, allerdings war der Bildhauer säumig, und erst als dessen Haus abbrannte, führte er die Arbeit dann unverzüglich aus.
Die erste Kapelle auf dem Lindenberg wurde erbaut, nachdem Maria an einer Quelle, es ist die Marienquelle beim Frauenbrunnen, einem Hirtenjungen des Bauern Mayer erschienen war und ihm die Prophezeiung machte, dass drei der reichsten Bauern des Tales binnen eines Jahres sterben würden und dies auch eintraf. So erbaute Mayer dann eine hölzerne Kapelle, vermutlich an der Stelle, an der der Bildstock stand. Nach einer weiteren Marienerscheinung, die der alte Bauer Hans Zähringer vom Unteribental hatte und bei der ihm Maria als Zeichen ein Kreuz, gefertigt aus zwei Spänen und einem Gertlein, mitgab, wurde die Kapelle von Pantaleon Mayer noch vor 1525 erweitert und vervollständigt. Dies ist auf dem Bild von 1790 „Maria erscheint Hans Zähringer auf dem Lindenberg“ von Simon Göser in der Kirche St. Jakob in Eschbach dargestellt.
Während des Bauernkriegs wurde 1525 die Kapelle geschändet, nach Instandsetzung wurde 1584 der erste Hochaltar aufgestellt und die Kirche im Jahre 1601 durch den Weihbischof von Konstanz geweiht. 1606 wurde von der Herrschaft in Stegen ein neuer Hochaltar gestiftet. Auch diese Kirche wurde während des Dreißigjährigen Krieges ausgeraubt und zerstört. Nach dem Wiederaufbau gab es ab 1670 einen regelmäßigen Gottesdienst durch die Patres aus dem nahen Kloster St. Peter. Da während des Holländischen Krieges 1678 das Kloster St. Peter abbrannte, fand der Pfarrgottesdienst auf dem Lindenberg statt. Nach dem Frieden zu Rastatt im Jahre 1714 nahm die Wallfahrt deutlich zu.
Am 14. September 1761 wurde eine neue Kirche auf dem Lindenberg geweiht, vom Abt Philipp Jakob Steyrer mit Mitteln des Klosters St. Peter erbaut und ausgestaltet. Derselbe Abt musste am 15. März 1787 auf Anordnung durch den Bischof, der ein kaiserliches Dekret vom 30. September 1786 umsetzte, die Kapelle abreißen und mit dem dabei anfallenden Material ab April desselben Jahres in Eschbach die Pfarrkirche St. Jakobus bauen. Das Wallfahrtsbild wurde in St. Peter verwahrt. Dazu existiert das Bild Simon Gösers aus dem Jahre 1790 „Abt Ph. J. Steyrer auf den Stufen der abgerissenen Kapelle auf dem Lindenberg“. Aber schon kurz darauf gab es im November 1796 wieder eine öffentliche Wallfahrt auf den Lindenberg, und am 9. August 1800 wurde von der Gemeinde Ibental beschlossen die Kapelle wieder aufzubauen. Das Gesuch vom 19. Mai 1802 wurde im Juni vom badischen Kirchenrat Johann Ignaz Häberlin aus Konstanz abgelehnt. Trotzdem fand das Richtfest am 13. Oktober 1803 statt. Im Jahre 1804 wurde die Kapelle durch die Regierung und die Kirche verboten. Trotzdem fand am 24. Mai 1805 eine öffentliche Prozession statt, der dann am 20. Juni 1805 ein Kanonisches Interdikt folgte. Der Hochaltar wird dem Bildhauer und Holzschnitzer Johann Michael Hartmann zugeschrieben.
Im folgenden Jahre 1806 wurde die Abtei St. Peter aufgehoben. Nach der Errichtung der Oberrheinischen Kirchenprovinz im Jahre 1821 wurde 1842 Hermann von Vicari Erzbischof in Freiburg, und am 28. Oktober 1842 zogen die ersten Priesteramtskandidaten in das zu einem Priesterseminar umgewidmete Kloster ein. Bis 1844 gehörte die Kapelle – nicht jedoch die Grundmauern und der Boden – 18 Bauern aus der Umgebung. Am 14. Dezember 1844 konnten jene auch die Grundmauern erwerben; dem folgte dann 1849 die Erlaubnis für die Gottesdienste durch Bischof Vicari. Am 8. September 1849 wurde die Wallfahrt auf dem Lindenberg von der Regierung verboten und am 11. Oktober 1856 wieder erlaubt. Im Januar 1856 wurde eine Schwesterngemeinschaft auf dem Lindenberg genehmigt, die bis September 1906 dort wirkte. Am 8. Oktober 1858 wurde die Ewige Anbetung auf dem Lindenberg durch die Schwesterngemeinschaft begonnen, die bis zum Zeitpunkt der Vertreibung der Schwestern 1869 anhielt, und die erst 1955 durch die Gebetswache des Katholischen Männerwerks Freiburg wieder aufgenommen wurde. Die Kapelle mit dem Gelände wurde von den 18 Eigentümern am 17. Januar 1860 der Gemeinde Unteribental geschenkt; diese vergrößerte 1865 die Kirche und renovierte sie 1881.
Ab 1915 wurden Exerzitien abgehalten, 1921 wurden das Anwesen und der Renzenhof vom Erzbischöflichen Seminarfond gekauft und dort ein Exerzitienhaus errichtet, das am 26. Dezember 1927 eingeweiht wurde. In den Jahren 1962 bis 1978 wurde die Kirche innen und außen grundlegend renoviert und erhielt einen neuen Hochaltar sowie eine neue Orgel. Nach den Renovierungsarbeiten wurde im Jahre 1978 für alle von den Nationalsozialisten ermordeten Priester aus der Erzdiözese Freiburg eine Gedenktafel in der Wallfahrtskapelle errichtet. Die erneute Konsekration fand am 1. Mai 1979 statt. In dieser Zeit wurde auch das Exerzitienhaus nach einem Brand neu aufgebaut. Danach wurde am 28. Oktober 1979 die Mariensäule▼ vor dem Haupteingang eingeweiht und in den Jahren 1983 bis 1984 der Kreuzweg vom Frauenbrunnen zum Wallfahrtsplatz angelegt.

## Orgel und Glocken
Im Jahr 2013 wurde die 1962 von der Firma Mönch erbaute Orgel mit 13 Registern nach Neuhausen ob Eck umgesetzt und durch ein neues Instrument ersetzt, das von der Orgelwerkstatt Ahrend aus Leer (Ostfriesland) auf der besonders niedrigen Empore eingebaut wurde. Das Gesamtkonzept (Register, Manuale, Stimmung, Technik) orientiert sich an Orgeln des Barock. Das Instrument hat 17 Register auf zwei Manualen und Pedal und verfügt über 720 Pfeifen. Es wurden keine elektronischen Bauteile verwendet.
Im Dachreiter der Wallfahrtskirche befindet sich ein Glockengeläut von drei Glocken. Es wurde 1950 von der Glockengießerei Hamm in Frankenthal gegossen, was auch die Inschrift Meister Hermann Hamm, Frankenthal goss mich im Heiligen Jahr 1950 für Maria-Lindenberg auf jeder Glocke dokumentiert (weitere Aufschriften siehe Tabelle). In den Uhrenschlag sind alle drei Glocken einbezogen: Glocke 1 schlägt die Stunden, 2 und 3 die Viertelstunden. Auf allen vier Seiten des Dachreiters sind Uhrzifferblätter angebracht. Ein altes, wertvolles mechanisches Räderuhrwerk befindet sich unterhalb der Glockenstube. Nach Meinung der Glockeninspektion des Erzbistums Freiburg ist das derzeitige Geläut klanglich unbefriedigend und deshalb sei ein neues vierstimmiges Geläut überlegenswert.
| Glocke | Durchmesser | Schlagton | Aufschrift                                           |
| ------ | ----------- | --------- | ---------------------------------------------------- |
| 1      | 690 mm      | c"+10     | Ave Maria" – gestiftet von der Gemeinde Unteribental |
| 2      | 550 mm      | e"+8      | Gehet alle zu Joseph                                 |
| 3      | 470 mm      | g"+7      | St. Franziskus                                       |

## Gebetswache
Der Grund für die Wiedereinrichtung der Gebetswache liegt in der Reise des damaligen Bundeskanzler Konrad Adenauer nach Moskau, vom 8. bis 14. September 1955, mit dem Ziel der Freilassung von Kriegsgefangenen und Zivilpersonen und dem Versuch diplomatische Beziehungen aufzubauen. Diese Mission Adenauers wollte der Diözesanpräses Alois Stiefvater durch ein ununterbrochenes Gebet begleiten. Er versammelte dazu in der Ranftkapelle in Sachseln in der Schweiz Männer des Erzbistums Freiburg. Ab dem Folgejahr wurde diese immerwährende Gebetswache in der Kirche auf dem Lindenberg fortgesetzt.

## Religiöse Flurdenkmale
Vom Frauenbrunnen▼ südwestlich der Wallfahrtskirche führt ein Kreuzweg mit 14 Stationen zum Platz vor der Kirche, auf dem ein Brunnen▼, der in zwölf Reliefs die Geschichte des Lindenbergs bebildert, und eine Mariensäule steht. Auf der Mariensäule mit der Statue Mariens sind auch die Sieben Freuden Mariens und vier Frauengestalten aus dem Alten Testament dargestellt. Kreuzweg, Brunnen und Mariensäule stammen von Sepp Jakob, dem ehemaligen Werkmeister der Freiburger Münsterbauhütte.
Ein zweiter Kreuzweg führt von St. Peter über die Erhebung Hochgericht (813 m) zur Wallfahrt. Zur Wallfahrtsanlage gehören auch das Exerzitien- und Bildungshaus „Haus Maria Lindenberg“▼ der Erzdiözese Freiburg und eine Pilgergaststätte.
Aus dem Jahre 1580 ist ein Bildstock aus Eichenholz erhalten. Er wurde nach dem Krieg beim Frauenbrunnen gefunden, datiert und im Rathaus in Unteribental ausgestellt, bis er am 15. August 1982 wieder auf den Lindenberg gebracht wurde.

## Rara
Das Kreuz, das Hans Zähringer bekam, ist erhalten; es wurde um 1700 schmuckvoll gefasst und ist am Gnadenbild zu sehen. Es hängt um den Hals des Jesuskindes. Der Abt Ph. J. Steyrer schreibt im Jahre 1741 über das Kreuz: „Gedachtes Kreuz, da doch fast alles andere verloren gangen, wird noch bis auf heutigen Tag zur ewigen Gedächtnuß auf dem Linden-Berg auf- und in großer Hochachtung gehalten; aus welchem dessen beständige Verehrung, und frommer Christen ungemeine Sorgfalt vor diesen kostbaren Schatz genugsam erhellet. Es ist nit gar einen halben Finger lang, und eben so breit; das Holz ist vor Alter nit wohl zu erkennen. Der Trümmer, von welchem oben Meldung geschehen, und mit welchem das Kreuz zusammen gefügt, ist braunlicher Farb, und wie es scheinet aus Kamel-Haaren. Dieses Kreuz ist ferners gleich einem kostbaren Gnaden-Zeichen in Oval-Form und Silber sammt einem Christallenen Deckel eingefasset, hangend an einer silbernen von Kunstreicher alter Hand verfertigten Ketten. Auf einer Seiten deß Zeichens ist zu sehen eine Mutter-Gottes Bildnuß mit dem Griffel entworfen, welches wohl etwan mag eine wahre Abbildung der ersten Linden-Bergischen Gnaden-Bilds seyn. Dieses Kreuz können alle andächtige Pilger nach Verlangen sehen, und verehren“.